# Sh2-146
Sh2-146 est une petite nébuleuse en émission visible dans la constellation de Céphée.
Elle est identifiée dans la partie sud-est de la constellation, à environ un tiers de la distance angulaire entre ζ Cephei et β Cassiopeiae. La période la plus appropriée pour son observation dans le ciel du soir tombe entre les mois de juillet et décembre et elle est considérablement facilitée pour les observateurs situés dans les régions de l'hémisphère boréal, où elle se produit circumpolaire jusqu'aux régions tempérées chaudes.
C'est une région H II éloignée, asymétrique et évoluée, ressemblant vaguement à une forme d'orchidée, située sur le bras de Persée à environ 5 480 pc (∼17 900 al). La nébuleuse est traversée d'est en ouest par une bande sombre, à l'intérieur duquel la source de rayonnement infrarouge IRAS 22475+5939 a été identifiée,. Une deuxième source infrarouge, désignée par IRS1, coïncide à la place avec une étoile bleue de classe spectrale O7V, qui semblerait être responsable de l'ionisation du gaz dans le nuage. Une troisième source, IRS2, correspond à une étoile non obscurcie, dont la contribution à l'ionisation serait très faible. Un maser avec des émissions de H2O a également été identifié dans la région.